# Ulica Zatyłki w Warszawie
Ulica Zatyłki w Warszawie – warszawska ulica istniejąca od końca XVIII wieku do 1879.

## Opis
Nazwa ulicy wywodzi się od jej położenia – znajdowała się ona za tyłami Koszar Mirowskich biegnących do placu Żelaznej Bramy. Ulica charakteryzowała się nieregularną zabudową.
Przed wytyczeniem ulicy znajdował się na jej części placyk (w okolicy przesmyku między parami koszar Mirowskich).
Następnie koszary zlikwidowano, a w ich miejscu powstały Hale Mirowskie. Lokalizacja placyku wypadła wówczas w okolicy targowiska i pawilonu między nowymi budynkami. Sprzedawano tu głównie chleb.
17 lutego 1816 r. w Gazecie Warszawskiej opublikowano zarządzenie, w którym wymieniano m.in. ulicę Zatyłki, zabraniając na niej budowy i naprawy domów drewnianych (zarówno od frontu ulic, w dziedzińcach i podwórzach).
Skorowidz mieszkańców miasta Warszawy z przedmieściami z 1854 r. wzmiankuje o tym, że mieszkańcami ulicy Zatyłki byli:
- dom Maryi Ulanickiej, mieszkali tu m.in.: Bolesław Budny (urzędnik komorny), Józef Górski (profesor gimnazjum), Julian Tylman (pisarz);
- dom Stanisława Zagajewicza: mieszkały tu handlarki, szwaczka i pomocnik mularski;
- dom Anny Temieraziew, mieszkali tu m.in.: Frejd Gesztenzang (pasamonik), Nuchim Nawita (szmuklerz), Lewek Perelmann (szynkarz), Lewek Rojal (kupiec)
- dom Jana Gosselin, mieszkali tu m.in.: kucharka, majster stolarski i urzędnik
- kamienica Krystjana Kloetzera, mieszkali tu m.in.: Antoni Rubinkowski (majster stolarski), Jan Zakrzewski (majster brązowniczy), Aleksander Zawadzki (urzędnik) oraz kucharki i czeladnicy stolarscy;
- kamienica Moszka Korenbluma, mieszkali tu m.in.: Hilel Kizelsztein (handlarz śledzi), Moszek Librosen (handlarz leguminy), Franciszek Zakrzewski (czeladnik krawiecki) oraz czeladnicy złotniczy i bakałarz.

Przy ulicy znajdował się też plac Miasta Warszawy. Pod koniec XIX wieku była to już część placu Mirowskiego. Znajdowałaby się teraz między aleją Jana Pawła II a ulicą Zimną.
Alojzy Żółkowski ułożył o ulicy kalambur: Jeśli pani chce dojść do koszar Mirowskich, to idąc Elektoralną proszę się trzymać Zatyłek